# Ouled Aïssa (Boumerdès)
Ouled Aïssa è un comune dell'Algeria, situato nella provincia di Boumerdès.